# Espanha nos Jogos Paralímpicos de Verão de 2012
A Espanha foi participante dos Jogos Paralímpicos de Verão de 2012, que aconteceram em Londres, no Reino Unido.

## Medalhistas
| Atleta                    | Esporte | Evento                           | Medalha |
| ------------------------- | ------- | -------------------------------- | ------- |
| Sebastián Rodríguez       | Natação | 50 metros livre masculino - S5   | Prata   |
| Richard Oribe             | Natação | 100 metros livre masculino - S4  | Prata   |
| Enhamed Enhamed           | Natação | 400 metros livre masculino - S11 | Prata   |
| Enrique Floriano          | Natação | 400 metros livre masculino - S12 | Prata   |
| Jose Antonio Mari Alcaraz | Natação | 50 metros livre masculino - S9   | Bronze  |
| Enhamed Enhamed           | Natação | 50 metros livre masculino - S11  | Bronze  |
| Sebastian Rodríguez       | Natação | 100 metros livre masculino - S5  | Bronze  |

## Desempenho

### Atletismo
Masculino
| Atletas            | Evento          | Preliminares | Preliminares | Semifinal   | Semifinal   | Final       | Final       |
| Atletas            | Evento          | Marca        | Posição      | Marca       | Posição     | Marca       | Posição     |
| ------------------ | --------------- | ------------ | ------------ | ----------- | ----------- | ----------- | ----------- |
| Xavier Porras      | 100 m rasos T11 | 11s80        | 12º          | 11s79       | 11º         | Não avançou | Não avançou |
| Martin Parejo Maza | 100 m rasos T11 | 12s01        | 13º          | Não avançou | Não avançou | Não avançou | Não avançou |

### Bocha
| Atleta           | Evento         | Fase de Grupos/ Eliminatória | Fase de Grupos/ Eliminatória | 16 Avos              | Oitavas de final     | Quartas de final     | Semifinal            | 3°lugar Final        | 3°lugar Final |
| Atleta           | Evento         | Adversário Resultado         | Pos                          | Adversário Resultado | Adversário Resultado | Adversário Resultado | Adversário Resultado | Adversário Resultado | Pos           |
| ---------------- | -------------- | ---------------------------- | ---------------------------- | -------------------- | -------------------- | -------------------- | -------------------- | -------------------- | ------------- |
| Jose Prado Prado | Individual BC1 | bye                          | bye                          | bye                  | THA P. Tadtong D 4-5 | Não avançou          | Não avançou          | Não avançou          | Não avançou   |

### Levantamento de peso
Feminino
| Atletas             | Evento | Resultado | Posição |
| ------------------- | ------ | --------- | ------- |
| Loida Zabala Ollero | -48 kg | 98,0      | 5º      |

### Natação
Masculino
| Atletas                   | Evento                   | Preliminares | Preliminares | Final       | Final       |
| Atletas                   | Evento                   | Marca        | Posição      | Marca       | Posição     |
| ------------------------- | ------------------------ | ------------ | ------------ | ----------- | ----------- |
| Richard Oribe             | 50 metros livre - S4     | 39s80 Q      | 5º           | 39s47       | 4º          |
| Sebastián Rodríguez       | 50 metros livre - S5     | 33s80 Q      | 2º           | 33s44       |             |
| Jaime Bailon Galindo      | 50 metros livre - S8     | 28s16        | 10º          | Não avançou | Não avançou |
| Jose Antonio Mari Alcaraz | 50 metros livre - S9     | 26s18 Q      | 3º           | 25s93       |             |
| David Levecq              | 50 metros livre - S10    | 25s27        | 9º           | Não avançou | Não avançou |
| Enhamed Enhamed           | 50 metros livre - S11    | 27s34 Q      | 6º           | 26s37       |             |
| Jose Ramon Cantero Elvira | 50 metros livre - S12    | 28s41        | 16º          | Não avançou | Não avançou |
| Omar Font                 | 50 metros livre - S12    | 25s18 Q      | 4º           | 24s75       | 4º          |
| Albert Gelis              | 50 metros livre - S12    | 27s13        | 14º          | Não avançou | Não avançou |
| Richard Oribe             | 100 metros livre - S4    | 1min25s25 Q  | 3º           | 1min25s33   |             |
| Sebastian Rodriguez       | 100 metros livre - S5    | 1min17s37 Q  | 3º           | 1min15s70   |             |
| Enhamed Enhamed           | 100 metros livre - S11   | 1min02s08 Q  | 6º           | 1min00s76   | 4º          |
| Omar Font                 | 100 metros livre - S12   | 55s28 Q      | 4º           | 54s70       | 4º          |
| Jose Ramon Cantero Elvira | 100 metros livre - S12   | 1min00s30    | 13º          | Não avançou | Não avançou |
| Jose Antonio Mari Alcaraz | 400 metros livre - S9    | 4min23s88 Q  | 3º           | 4min18s98   | 4º          |
| Jesus Collado             | 400 metros livre - S9    | 4min23s57 Q  | 2º           | 4min19s06   | 5º          |
| Enhamed Enhamed           | 400 metros livre - S11   | 4min56s25 Q  | 3º           | 4min38s24   |             |
| Israel Oliver             | 400 metros livre - S11   | 4min58s41 Q  | 5º           | 4min48s86   | 4º          |
| Enrique Floriano          | 400 metros livre - S12   | 4min19s38 Q  | 1º           | 4min14s77   |             |
| Omar Font                 | 400 metros livre - S12   | 4min30s13 Q  | 4º           | 4min21s01   | 4º          |
| Jose Ramon Cantero Elvira | 400 metros livre - S12   | 4min40s45    | 10º          | Não avançou | Não avançou |
| Israel Oliver             | 200 metros medley - SM11 | 2min30s47 Q  | 2º           | 2min27s79   | 4º          |
| Enhamed Enhamed           | 200 metros medley - SM11 | 2min40s47 Q  | 8º           | 2min28s85   | 5º          |

Feminino
| Atletas                         | Evento                   | Preliminares | Preliminares | Final       | Final       |
| Atletas                         | Evento                   | Marca        | Posição      | Marca       | Posição     |
| ------------------------------- | ------------------------ | ------------ | ------------ | ----------- | ----------- |
| Sarai Gascon                    | 200 metros medley - SM9  | 2min42s29 Q  | 7º           | 2min40s15   | 6º          |
| Isabel Yinghua Hernandez Santos | 200 metros medley - SM10 | 2min45s98    | 9º           | Não avançou | Não avançou |
| Deborah Font                    | 200 metros medley - SM12 | 2min40s75 Q  | 5º           | 2min39s65   | 6º          |
| Carla Casals                    | 200 metros medley - SM12 | 2min42s48 Q  | 5º           | 2min44s09   | 8º          |
| Amaya Alonso                    | 200 metros medley - SM12 | 2min44s63 Q  | 8º           | 2min38s78   | 5º          |
| Marta Maria Gomez Battelli      | 200 metros medley - SM13 | 2min46s90    | 10º          | Não avançou | Não avançou |

### Tênis em cadeira de rodas
Masculino
| Atleta              | Evento  | Fase de 64               | Fase de 32           | Oitavas              | Quartas              | Semifinal            | Final                | Pos.        |
| Atleta              | Evento  | Adversário resultado     | Adversário resultado | Adversário resultado | Adversário resultado | Adversário resultado | Adversário resultado | Pos.        |
| ------------------- | ------- | ------------------------ | -------------------- | -------------------- | -------------------- | -------------------- | -------------------- | ----------- |
| Francesc Tur Blanch | Simples | AUS B. Weekes D 4-6, 2-6 | Não avançou          | Não avançou          | Não avançou          | Não avançou          | Não avançou          | Não avançou |